# ROCK the RADIO 851

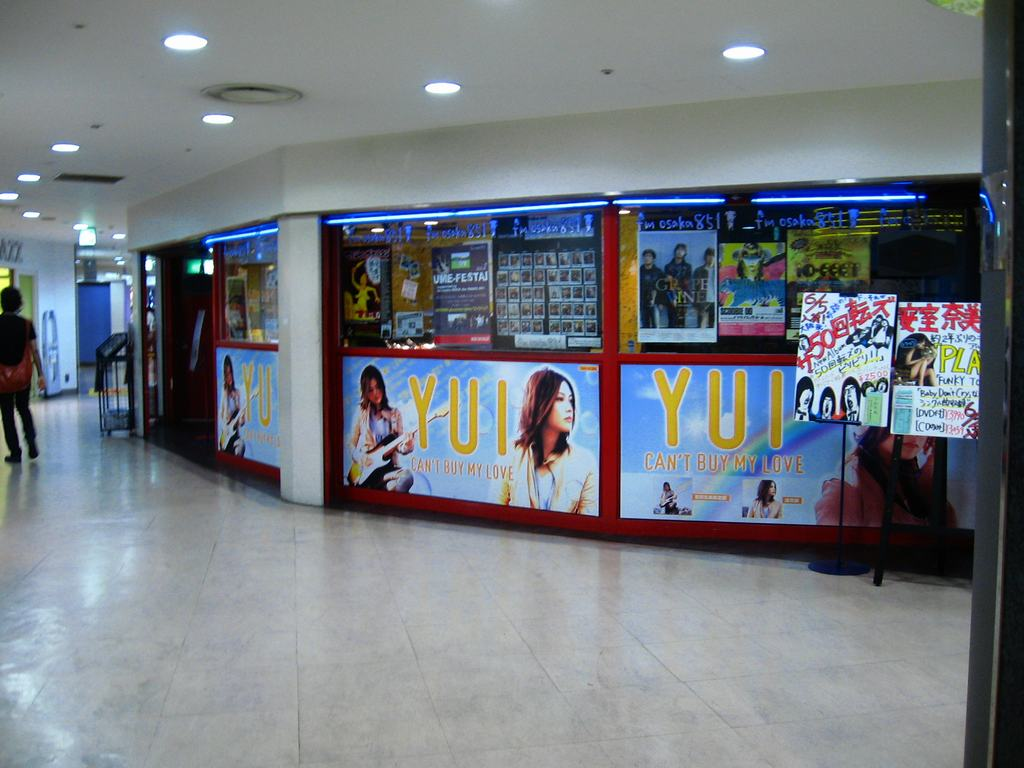
タワーレコード大阪マルビル店内のFM OSAKA TOWER STATION。ここで公開放送を行っていた（但し、一部の月曜日は定休日の為、fm osaka本社スタジオからの放送だった）。

ROCK the RADIO 851（ロックザレディオはちごういち）はfm osakaで放送されていたラジオ番組で、タワーレコード大阪マルビル店内にあるサテライトスタジオ『FM OSAKA TOWER STATION』から放送していた（但し、一部の月曜日はfm osaka本社からの放送だった）。
放送開始は2005年4月。当初は月曜～木曜の放送であり、1年後の2006年4月から『ROCK the RADIO 851 Friday』が開始された。月曜～木曜はタワーレコードがスポンサーについていた。
2007年9月末をもって前の時間帯の番組であるScrambleと共に終了。

## 放送時間
- 月～木　19:00～20:55
  - テレマートラジオショッピングの復活により、放送時間が5分短縮、末期は、テレマートの不祥事により、HIT STREETに差し替えられていた。

## DJ
- 月　アイクル
- 火　井上麻子
- 水　岸本雅美
- 木　浜平恭子

## ROCK the RADIO 851 Friday
毎週金曜日の20:00～21:55に放送されていた姉妹番組で、本社スタジオから下埜正太が放送していた。月～木はJ-ROCKバンドやグループアーティストを中心に取り扱っているが、こちらは洋楽ロックを扱っていた。